# Chionaema geminipuncta
Chionaema geminipuncta är en fjärilsart som beskrevs av Cerny 1993. Chionaema geminipuncta ingår i släktet Chionaema och familjen björnspinnare. Inga underarter finns listade i Catalogue of Life.